# ريوسوكي تاكيدا
ريوسوكي تاكيدا (باليابانية: 武田良介) هو سياسي ياباني، ولد في 13 أغسطس 1979 في ناكانو في اليابان. حزبياً، نشط في الحزب الشيوعي الياباني. وقد انتخب عضو مجلس المستشارين وقد انضم خلال فترته النيابية للكتلة البرلمانية الحزب الشيوعي الياباني.